# PGC 70237
LEDA/PGC 70237 ist eine Balken-Spiralgalaxie vom Hubble-Typ SAB(s)cd im Sternbild Fische am Nordsternhimmel. Sie ist schätzungsweise 222 Millionen Lichtjahre von der Milchstraße entfernt und hat einen Durchmesser von etwa 75.000 Lichtjahren. Vom Sonnensystem aus entfernt sich das Objekt mit einer errechneten Radialgeschwindigkeit von näherungsweise 4.800 Kilometern pro Sekunde.